# 박결
박결(朴潔, 1996년 1월 9일 ~ )은 대한민국의 골프 선수이다. 9살 무렵 아버지가 운영하는 스포츠센터 코치의 권유로 골프를 시작했다. 2014년 아시안 게임 골프 국가대표로 선발되어 여자 개인전에서 19언더파 269타로 태국의 수카판을 1타차로 제치고 금메달을 획득했다. 아시안 게임에서 금메달을 획득하며 KLPGA 정회원 자격을 얻어 2015년부터 프로생활을 시작했다. 2018년 SK네트웍스·서울경제 레이디스 클래식에서 282타를 기록하며 프로통산 첫 우승을 했다.

## 아마추어 경력
초등학교 2학년때부터 골프를 시작했다. 2014년 6월에 대전광역시 유성골프장에서 열린 제38회 한국여자아마추어골프선수권에서 10언더파 278타를 기록하며 2위를 달성했다. 2014년 상반기 포인트 상위 순위자 자격으로 인천광역시에서 열리는 아시안 게임대표팀에 발탁되었다. 아시안 게임 한달 전부터 양발 엄지 발가락과 손톱에 이상이 생겼다. 계속해서 손톱이 불어지는 등 부상이 있었지만 3라운드까지 중간합계 11언더파 205타를 기록하며 2위를 기록했다. 마지막 4라운드에서 8타를 줄이며 전날까지 1위였던 태국의 부사바콘 수카판을 넘어서며 금메달을 획득했다. 출전 선수 3명 중 성적이 좋은 두 선수의 점수를 합산해 순위를 정하는 여자 단체전에서도최종합계 27언더파 549타를 기록하며 은메달을 획득했다.

## 프로 경력
아시안게임에서 금메달을 획득하며 KLPGA 정회원 자격을 얻었다. 무안골프장에서 열린 KLPGA 시드순위전에서 13언더파 합계 275타로 시드1위를 차지했다. 12월 13일 우리투자증권과 연간 2억원 2년계약을 체결했다. 우리투자증권이 NH농협증권과 합병하며 NH투자증권에 후원을 받았다. 2015년 5월 15일부터 17일에 열린 NH투자증권 레이디스 챔피언십에 참가하여 프로 통산 첫 준우승을 달성했다. 이후에도 2016년 1번, 2017년 1번, 2018년 2번 총 6번의 준우승을 기록했으나 우승을 달성하지 못했다. 2018년 10월 28일 서귀포시 핀크스 골프클럽에서 열린 SK네트웍스 서울경제 레이디스 클래식에 참가하여 3라운드까지 공동10위를 기록했으나 마지막 라운드에서 역전하며 최종결과 6언더파 282타로 프로통산 첫 우승을 달성했다.
2021년 7월29일부터 31일에 열린 제주삼다수 마스터스에 참가했다. 2라운드 9번홀에서 보기퍼트할 때 비가 오고 있었고 캐디가 우산을 씌워주며 규정위반으로 2벌타를 받았다. 2라운드 성적이 1오버파 73타로 컷 통과가능성이 있었으나 2벌타로 3오버파 75타로 수정되며 최종순위 68위로 컷탈락했다.

## 프로 우승 (1)

### KLPGA 투어 우승 (1)
| No. | 날짜             | 대회                                | 최종 점수       | 파 | 2위 타수 | 2위           | 우승 상금    |
| --- | ---------------- | ----------------------------------- | --------------- | -- | -------- | ------------- | ------------ |
| 1   | 2018년 10월 28일 | SK네트웍스·서울경제 레이디스 클래식 | 70-74-72-66=282 | -6 | 1타      | 이다연 배선우 | ₩160,000,000 |

## 학력
- 순천북초등학교
- 예당중학교
- 동일전자정보고등학교
- 세종대학교 재학

## 수상
- 2010년 US걸스 주니어 아마추어 챔피언십 3위
- 2012년 제10회 호심배 아마추어 골프선수권대회 여자부 3위
- 2013년 춘계학생골프선수권대회 고등부 우승
- 2014년 아시안 게임 개인전 금메달
- 2014년 아시안 게임 단체전 은메달
- 2014년 2015 KLPGA 정규투어 시드순위전 1위
- 2015년 2015 NH투자증권 레이디스 챔피언쉽 2위
- 2015년 제 16회 하이트진로 챔피언쉽 2위
- 2016년 초정탄산수 용평리조트 오픈 with SBS 2위
- 2017년 삼천리 Together Open 2017 2위

## 세계 랭킹
| 년도 | 세계 랭킹 | 주석   |
| ---- | --------- | ------ |
| 2014 | 647       | [ 13 ] |
| 2015 | 101       | [ 14 ] |
| 2016 | 143       | [ 15 ] |
| 2017 | 123       | [ 16 ] |
| 2018 | 101       | [ 17 ] |
| 2019 | 177       | [ 18 ] |
| 2020 | 227       | [ 19 ] |
| 2021 | 302       | [ 20 ] |

## 기타
- 순천시의 홍보대사다.[21]

- 타이트한 옷이나 즐겨 입는다. 미녀 골퍼 중 한명이다.

- 연예인 비, 조정석과 열예설이 퍼졌으나 "번호도 모른다"며 연예인들을 비웃으며 불쾌감을 표시했다.